# Polymerus castilleja
Polymerus castilleja är en insektsart som beskrevs av Schwartz 1989. Polymerus castilleja ingår i släktet Polymerus och familjen ängsskinnbaggar. Inga underarter finns listade i Catalogue of Life.